# Thrasyopsis juergensii
Thrasyopsis juergensii är en gräsart som först beskrevs av Eduard Hackel, och fick sitt nu gällande namn av Thomas Robert Soderstrom och Alasdair Graham Burman. Thrasyopsis juergensii ingår i släktet Thrasyopsis och familjen gräs. Inga underarter finns listade i Catalogue of Life.